# 墨田区役所
墨田区役所（すみだくやくしょ）は、特別地方公共団体（特別区）である墨田区の組織が入る施設（役所）である。
1990年（平成2年）供用開始。それまで旧本所区役所（現・第一ホテル両国）に墨田区第一庁舎が、旧向島区役所（現・ユートリヤすみだ生涯学習センター）に墨田区第二庁舎が存在した。
隣接してすみだリバーサイドホールが併設されている。

## 所在地
- 〒130-8640
- 墨田区吾妻橋一丁目23番20号

## アクセス
墨田区役所本庁舎
- 地下鉄銀座線・東武伊勢崎線・都営浅草線

浅草駅より徒歩3分
- 都営地下鉄浅草線

本所吾妻橋駅より徒歩5分